# The Contours
Pour les articles homonymes, voir Contour (homonymie).

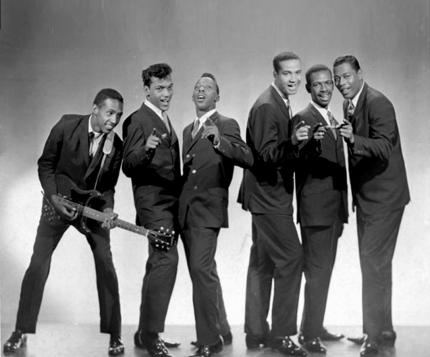
The Countours.

The Contours est un groupe américain de musique soul qui a travaillé avec la Motown.
Le nombre et l'identité de ses membres ont changé régulièrement. La chanson la plus connue du groupe est Do You Love Me (1962).

## Discographie
- 1962 - Do You Love Me (Now That I Can Dance)